# اچنی
اِچِنی (به مجاری: Ecseny) یک شهرداری در مجارستان است که در ناحیه کاپوشوار واقع شده‌است. اچنی ۱۲٫۹۲ کیلومتر مربع مساحت و ۲۶۰ نفر جمعیت دارد.